# Fútbol en Grecia

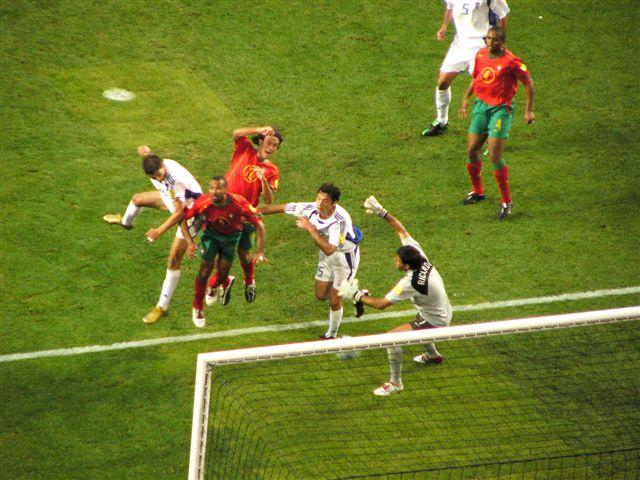
Imagen del histórico gol de Angelos Charisteas que dio a Grecia la Eurocopa 2004 ante.

El fútbol es el deporte más popular en Grecia. La Federación Helénica de Fútbol (HFF) es el máximo organismo del fútbol profesional en Grecia y fue fundada en 1927, aunque se afilió a la FIFA en 1927 y a la UEFA en 1954. La HFF organiza la Super Liga de Grecia —la primera y máxima competición de liga del país— y la Copa de Grecia, y gestiona la selección nacional masculina y femenina. La primera liga de fútbol profesional en Grecia fue el Campeonato Panhelénico en 1926, hasta que fue reemplazado en 1959 por la Alpha Ethniki y en 2006 por la actual liga griega. En Grecia existen 5.768 clubes de fútbol y 359.221 fichas federativas.
El Olympiacos es el equipo más importante del país con 47 campeonatos ligueros, seguido del Panathinaikos con 20. El único equipo griego que ha ganado la Copa de Europa es el Olympiacos, que la ganó Liga Conferencia de la UEFA en 2024.
El mayor logro en la historia del fútbol griego es la Eurocopa ganada por la selección nacional en la edición de 2004 celebrada en Portugal.

## Competiciones oficiales entre clubes
- Superliga de Grecia: es la primera división del fútbol griego. Fue fundada en 1927 —en 2006 en su actual nombre— y está compuesta por 16 clubes.
- Football League de Grecia: es la segunda división en el sistema de ligas griego. Está compuesta por 18 clubes, de los cuales dos ascienden directamente a la Superliga.
- Gamma Ethniki: es la tercera división en el sistema de ligas de Grecia. El número de clubes es de 32 equipos repartidos siempre en dos grupos.
- Delta Ethniki: es la liga semiprofesional de Grecia. El número de clubes es de 60 equipos repartidos en diez grupos.
- Copa de Grecia: es la copa nacional del fútbol griego, organizada por la Federación Helénica de Fútbol y cuyo campeón tiene acceso a disputar la UEFA Europa League.
- Supercopa de Grecia: competición que enfrenta al campeón de la Super Liga y al campeón de Copa.

## Selecciones de fútbol de Grecia

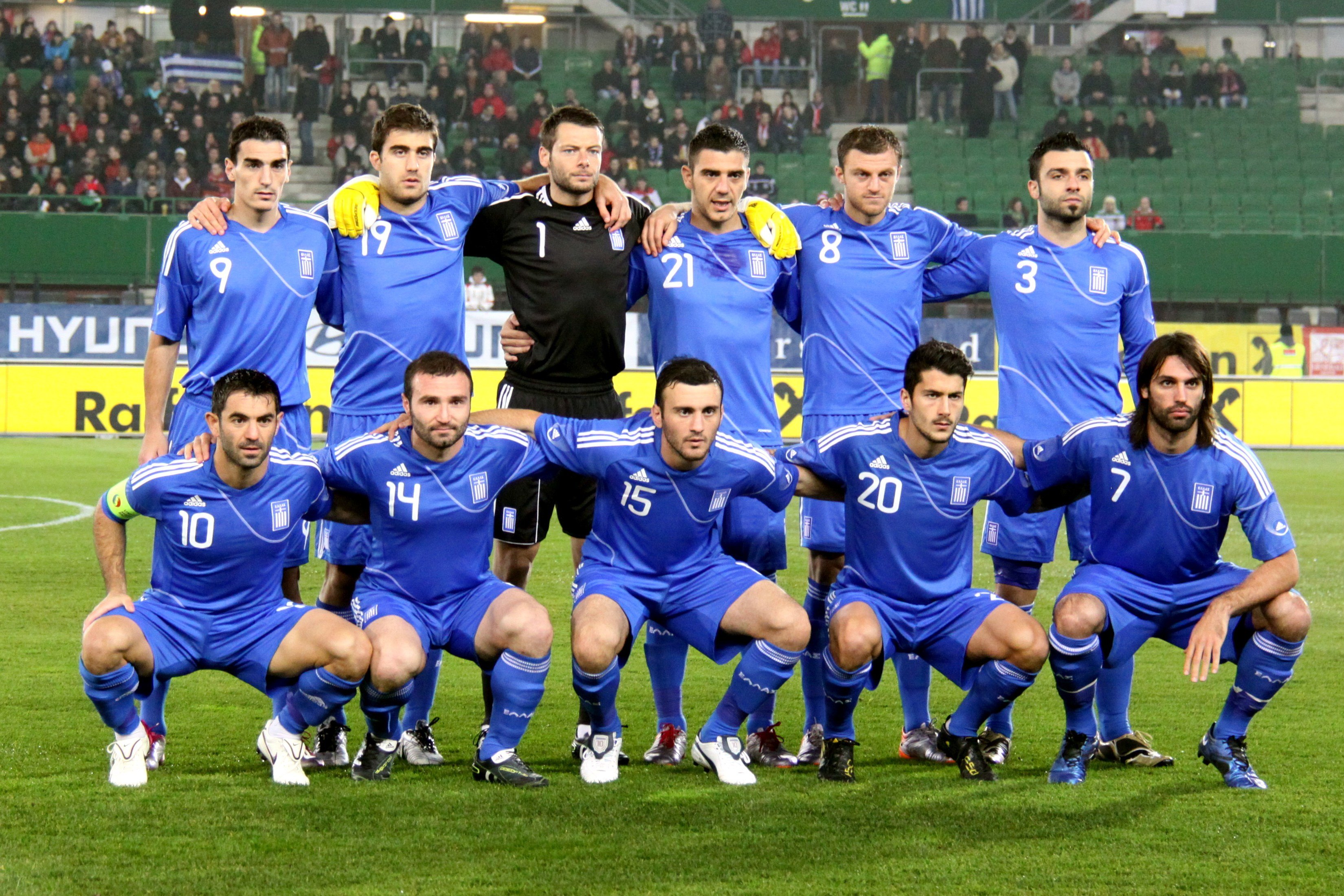
La selección griega en un partido en 2010.

### Selección absoluta de Grecia
La selección de Grecia, en sus distintas categorías está controlada por la Federación Helénica de Fútbol.
El equipo griego disputó su primer partido oficial el 7 de abril de 1929 en Atenas ante Italia, partido que se resolvió con victoria de los italianos por 1-4.
Grecia ha logrado clasificarse para dos Copas del Mundo de la FIFA y cuatro Eurocopas. El mayor logro del combinado griego fue la victoria en la Eurocopa 2004 de Portugal, enfrentándose en la final ante el equipo anfitrión y eliminando previamente a Francia y República Checa. El 4 de julio de 2004 la selección griega ganó a la portuguesa por 1-0, con gol de Angelos Charisteas en el minuto 57, y se proclamó campeona de Europa, siendo el único título internacional de selecciones del país. Al año siguiente participó en la Copa FIFA Confederaciones celebrada en Alemania, cayendo eliminada en la fase de grupos.

### Selección femenina de Grecia
La selección femenina debutó el 3 de julio de 1991 ante la selección de Italia en un partido que ganaron las italianas por 6-0 en Viterbo. La selección femenina de Grecia aún no ha participado en una fase final de la Copa del Mundo o de la Eurocopa.